# الجزيرة (فلم 2007)
الجزيرة هو فيلم أكشن وسيرة ذاتية مصري صدر عام 2007، من إخراج شريف عرفة، وتأليف محمد دياب، وإنتاج محمد حسن رمزي، وبطولة كل من أحمد السقا، وهند صبري، وخالد الصاوي، ومحمود ياسين. أحداث الفيلم حقيقية وهي مستوحاة من قصة عزت حنفي وهو تاجر مخدرات وأسلحة أسيوطي كان متحالف مع الحكومة من أجل القضاء على الإرهابيين في مصر، لكن يتطور الوضع ويخرج الموضوع عن السيطرة وتنقلب الحكومة والشرطة عليه.
تاريخ عرض الفيلم يوافق يوم عرفة لعام 1428 هـ.

## القصة
بداية أحداث الفيلم هي عندما قام شخص وعصابتة بقطع الطريق على قطار في الصعيد. تم إرسال الضابط (محمود عبد المغني) للتحقيق في هذا الأمر.
يصادف وجود الضابط (خالد الصاوي) زوج أخت (محمود عبد المغني) في منطقة الجزيرة، ويبدأ في مساعدته بالمعلومات.
يمر الفيلم بأحداث مختلفة مثل قتل أم منصور (أحمد السقا) وزوجته على يد عائلة أخرى في نفس المنطقة.
من أفضل الأحداث في الفيلم هي عندما كشف الفيلم أن الضابط (خالد الصاوي) متحالف مع منصور (أحمد السقا) في تسهيل بيع السلاح والمخدرات والمقابل هو إبلاغ (أحمد السقا) عن عصابات في الصعيد للشرطة.
ينتهي الفيلم بالقبض على (أحمد السقا) بصعوبة شديدة، وعلى سلالم المحكمة نسمع صوت إطلاق رصاص وصعود أدخنة تمنعنا من رؤية ما يحدث وعندما أنتهت الأدخنة، تفجأنا بـإختفاء (أحمد السقا)

## طاقم التمثيل
- أحمد السقا بدور منصور الحفني
- محمود ياسين بدور علي الحفني (والد منصور)
- هند صبري بدور كريمة ناجح
- خالد الصاوي بدور العميد رشدي
- زينة بدور فايقة (زوجة منصور)
- محمود عبد المغني بدور طارق
- باسم سمرة بدور حسن الحفني (عم منصور)
- نضال الشافعي بدور فضل الحفني (شقيق منصور)
- محمد شريف حسن بدور علي ابن منصور
- أشرف مصيلحي بدور حمدان
- عبد الرحمن أبو زهرة بدور اللواء فؤاد (والد طارق)
- عزت أبو عوف بدور اللواء جمال
- آسر ياسين بدور محمود ناجح (شقيق كريمة)
- محي الدين عبد المحسن بدور هريدي ناجح (والد كريمة)
- سعيد الصالح بدور المرشد عواد
- فايق عزب بدور مساعد وزير الداخلية
- عبد الرحيم التنير بدور كامل النجار (عضو مجلس الشعب)
- لبنى محمود بدور أم منصور
- حنان يوسف بدور أم كريمة
- يارا جبران بدور زوجة شديد
- سمية الإمام بدور أماني (زوجة رشدي وأخت طارق)

## مواقف خلال التصوير
خلال التصوير في مدينة الأقصر، أصيب الفنان أحمد السقا في عينه بسبب عيار ذخيرة فارغ ارتد لعينه وأصابه أصابه خطيرة، نقل على أثرها للمستشفى في القاهرة وتمت له عملية جراحية دقيقة في العين تمت بنجاح.

## الطريق إلى الأوسكار
في عام 2008 اختارت اللجنة المستقلة التي شكلها وزير الثقافة المصري فاروق حسني فيلم «الجزيرة» للمخرج شريف عرفة وبطولة أحمد السقا ومحمود ياسين وهند صبري وخالد الصاوي، بالإجماع للمنافسة على جائزة الأوسكار لأفضل فيلم غير أمريكي.
وقال رئيس اللجنة الكاتب محمد سلماوي في بيان وصل وكالة الأنباء الألمانية (د.ب.أ) إن اختيار الفيلم جاء من بين سبعة أفلام وصلت للمرحلة النهائية ضمن 46فيلما انطبقت عليها الشروط الخاصة بالمسابقة وأنتجت وتم عرضها خلال الفترة من أول تشرين أول - أكتوبر 2007 وحتى الشهر الحالي.
وأضاف سلماوي عقب إعلان النتيجة أن أسباب اختيار الفيلم أهمها المستوى الفني المتميز والقيم الإنسانية التي يطرحها إضافة إلى الأداء الجيد لجميع الممثلين المشاركين فيه والمستوى التقني الواضح الذي استخدم في تصويره ومونتاجه.
وبدأ عرض «الجزيرة» في 18 ديسمبر واستمر عرضه أكثر من 8أشهر حقق خلالها إيرادات تجاوزت 20 مليون جنيه (6ر 3ملايين دولار تقريبا) ويحكي سيرة خارج على القانون تحدى أحد رجال الشرطة الفاسدين وانتهت الأحداث بالقبض عليه ومحاكمته على غرار قصة «عزت حنفي» الملقب بإمبراطور النخيلة وهي قرية من قري محافظة أسيوط

## وصلات خارجية
- مقالات تستعمل روابط فنية بلا صلة مع ويكي بيانات